# Steven Seth Wilson
Steven Seth Wilson (1948) è uno sceneggiatore e regista statunitense, conosciuto per aver scritto (ed occasionalmente diretto), con Brent Maddock, la serie di film di Tremors e la serie televisiva. Seth Wilson è il partner fondatore della Stampede Entertainment.
Nella sua carriera ha avuto due candidature, una al Saturn Award del 1994 come miglior sceneggiatura per il film 4 fantasmi per un sogno e una al Razzie Award come Peggior sceneggiatura per il film Wild Wild West che vinse.

## Filmografia

### Sceneggiatore
- M.A.S.K (1985)
- Corto circuito (1986)
- Miracolo sull'8ª strada (1987)
- Corto circuito 2 (1988)
- Tremors (1990)
- Ghost Dad - Papà è un fantasma (1990)
- 4 fantasmi per un sogno (1993)
- Tremors 2: Aftershocks (1996)
- Wild Wild West (1999)
- Tremors 3 - Ritorno a Perfection (2001)
- Tremors - La serie (2003) TV series
- Tremors 4 - Agli inizi della leggenda (2004)

### Produttore
- Tremors (1990)
- Tremors 3 - Ritorno a Perfection (2001)
- Tremors 4 - Agli inizi della leggenda (2004)

### Regista
- Recorded Live (1975) Short
- Tremors 2: Aftershocks (1996)
- Tremors 4 - Agli inizi della leggenda (2004)

## Premi e candidature
- 1994 – Saturn Award
  - Nomination a Miglior sceneggiatura per 4 fantasmi per un sogno
- 2000 – Razzie Award
  - Peggior sceneggiatura per Wild Wild West - Vinto